# Бриг, Андрей Сергеевич
Андрей Сергеевич Бриг (Москва, СССР) — российский певец. Исполнитель в жанрах: эстрада, поп-рок и лирический шансон. Участник международных музыкальных фестивалей: «Славянский базар», «Юрмала Шансон», «Сочи+» и др.

## Биография
Андрей Бриг родился в Москве. Окончил музыкальную школу по классу гитары. В 15 лет создал свою музыкальную группу, с которой выступал на различных школьных мероприятиях.
В 2001 году Андрей Бриг начал сольную карьеру и профессионально занялся вокалом. Для этого он берет уроки у известных профессиональных педагогов  Москвы, Санкт-Петербурга и Америки. Пробует себя в различных  жанрах: рок, джаз, блюз, классика, шансон и др. На протяжении десяти лет принимает участие во всевозможных российских и международных музыкальных конкурсах и фестивалях, в которых становится лауреатом и победителем. Вместе с тем сольно выступает на городских площадках Москвы и Подмосковья.
В 2013 году, через три года кропотливой работы,  Андрей Бриг выпускает свой первый дебютный альбом «Дороги любви», в который вошли 12 композиций. Параллельно с выпуском первого альбома начинается концертная деятельность с новой сольной программой. А участие в международном фестивале памяти Игоря Талькова приносит ему победу в двух номинациях.
В 2015 году, по приглашению администрации Республики Крым, Андрей Бриг с военной музыкальной программой принимает участие в городских концертах, посвященных 70-ти летию окончания Великой Отечественной войны. За что получает личные благодарности от администрации городов Крымского побережья: Симферополя, Ялты, Евпатории, Севастополя.
В этом же году Андрей Бриг выпускает 2 новые песни «Стою на своем», «Левша», которые попадают на многие радиостанции страны. В это же время начинается работа над записью второго сольного альбома.
В марте 2016 года, во вторую годовщину аннексии Крыма Российской Федерацией, при поддержке Правительства Республики Крым, Андрей Бриг, в дуэте с крымской певицей Ольгой Скиженок, презентует новую патриотическую песню – «Крым-Россия. Навсегда», которая становится народным гимном республики. И до настоящего времени исполняется на всех праздничных городских мероприятиях. В сентябре 2016 Андрей принимает участие в концерте на Поклонной горе в Москве в честь 20-ти летия радио «Милицейская волна».
В октябре 2016 года, по приглашению Министерства обороны Российской Федерации, состоялся большой сольный концерт Андрея Брига в Севастополе перед офицерами и моряками ВМФ.
В 2017 году Андрей Бриг принимает участие в международном фестивале «Юрмала Шансон» в Латвии.
6 марта 2017 года состоялся официальный релиз новой песни и клипа Андрея Брига — «Я буду делать тебе хорошо», автором которой стали Александр Добронравов и Сергей Каргашин. Песня с успехом заняла лидирующие позиции на интернет-ресурсах и радиостанциях.
В конце 2018 года выходит второй сольный альбом «Не спи, замерзнешь…». Слова и музыку к песням, вошедшим в альбом, написали известные авторы и композиторы. Весной 2019 года в поддержку выпуска второго альбома, в Москве состоялся большой сольный концерт. А также состоялся выпуск клипа на песню «Курс на закат».
В июле 2019 года Андрей Бриг принял участие в международном фестивале «Славянский базар» в Витебске, где выступил на концерте в честь 50-ти летия ансамбля «Песняры».
В 2020 году Андрей Бриг становится Лауреатом Российской национальной премии «Виктория» с композицией «Золотые мосты» известного автора Любови Воропаевой.
В августе 2021 года становится призёром Международного фестиваля национальной Патриотический песни им. Кобзона «Красная гвоздика», финал которого проходит в городе-герое Керчь. В конце 2021 года выходит 3-й сольный альбом «Золотые мосты». Песни вошедшие в этот альбом написали известные авторы и композиторы: Любовь Воропаева, Константин Арсенев, Игорь Зубков, и др. В декабре 2021 года Андрей Бриг принял участие в финале Международного фестиваля народного искусства «Танцуй и пой, моя Россия», который прошёл в Государственном Кремлёвском Дворце.
Андрей Бриг сотрудничает с артистами российской и белорусской эстрады: Александром Маршалом, Лолитой Милявской, Татьяной Булановой, БГА «Песняры», Викой Цыгановой, Сергеем Куприком и др.

## Крупные концертные площадки
- 2014 — Сочи+ (КЦ «Фестивальный»)
- 2015 — 70-летие Великой Победы  (Крым. Симферополь, Севастополь)
- 2015 — БКЗ «Октябрьский», Санкт-Петербург (фестиваль Шансона)
- 2016 — 20-летие радио Милицейской волны (Поклонная гора)
- 2017 — Юрмала Шансон (КЗ «Дзинтари»)
- 2019 — Славянский базар (Летний амфитеатр, Витебск)
- 2021 — Государственный Кремлёвский Дворец (международный фестиваль народного искусства «Танцуй и пой моя Россия»)

## Дискография

### Альбомы
| Название           | Детали                                                    |
| ------------------ | --------------------------------------------------------- |
| Дорога любви       | - Выпущено: 2014 - Лейбл: - Форматы: Цифровая дистрибуция |
| Не спи, замёрзнешь | - Выпущено: 2018 - Лейбл: - Форматы: Цифровая дистрибуция |
| Золотые мосты      | - Выпущено: 2021 - Лейбл: - Форматы: Цифровая дистрибуция |

## Видеография
| Год  | Название                  | Режиссёр          | Альбом |
| ---- | ------------------------- | ----------------- | ------ |
| 2017 | Я буду делать тебе хорошо | Александр Сюткин  | N/A    |
| 2019 | Курс на закат             | Станислав Лановой | N/A    |
| 2020 | Золотые мосты             | Емельян Морозов   | N/A    |
| 2021 | Моя                       | Емельян Морозов   | N/A    |